# Bosc Sectorial dels Cortals
El Bosc Sectorial dels Cortals és un bosc de domini públic del terme comunal de la Llaguna, a la comarca del Conflent, de la Catalunya del Nord. Rep el nom de sectorial perquè pertany a un sector d'aquesta comuna.
Està situat a la zona oriental de la comuna, al límit amb les de Matamala, Caudiers de Conflent, Aiguatèbia i Talau i Sautó. El tram més gran ocupa tot el límit comunal de la Llaguna, i té un petit tram separat al sud del majoritari. En total ocupa 71 hectàrees.
El bosc està sotmès a una explotació gestionada per la comuna de la Llaguna, atès que el bosc és propietat comunal. Té el codi F16247W dins de l'ONF (Office national des forêts).